# Daumen drücken

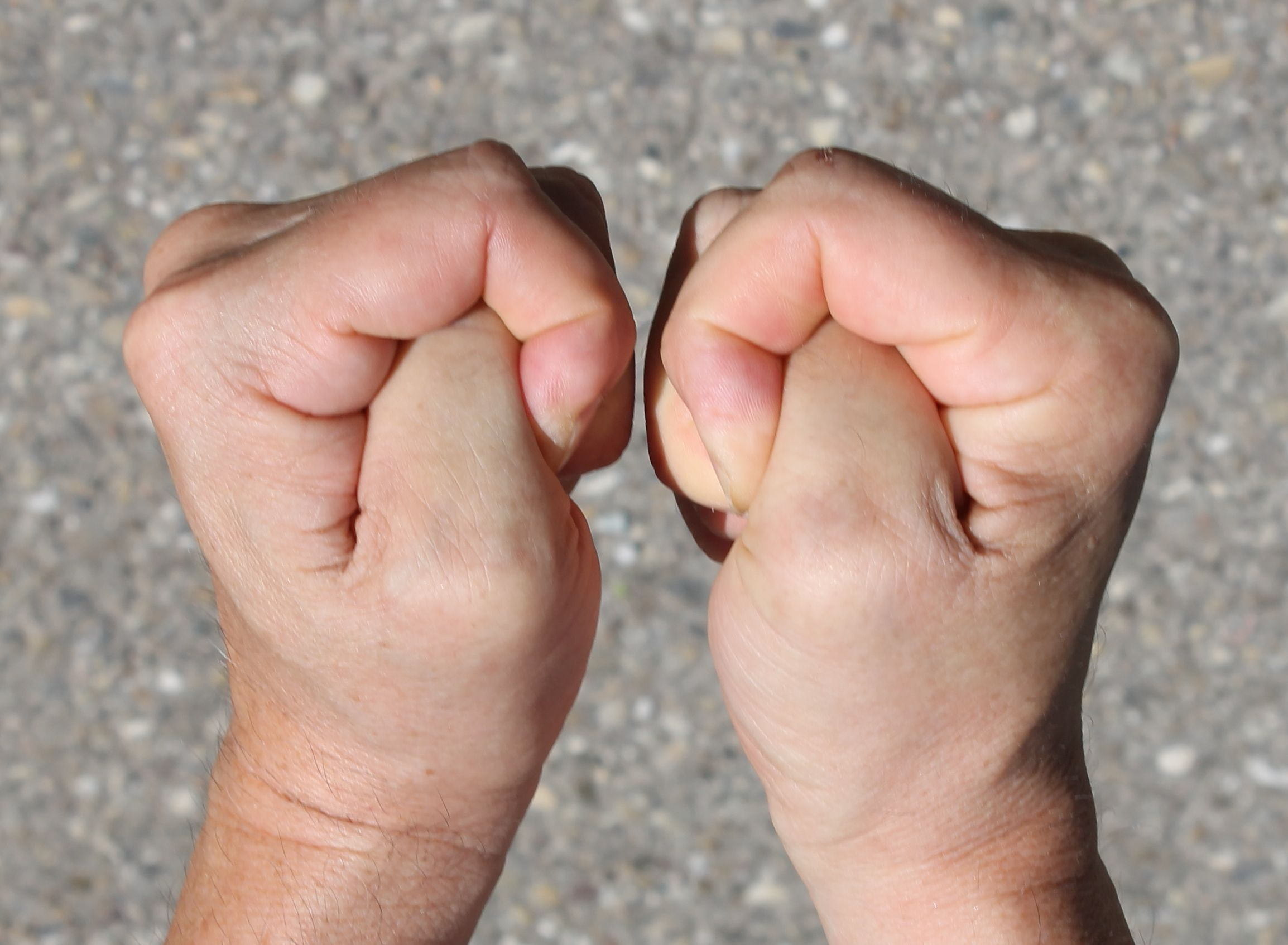
Fest die Daumen drücken

Jemandem die Daumen drücken (auch: für jemanden den/die Daumen drücken/halten) ist eine Redensart, mit der zum Ausdruck gebracht werden soll, dass man einer Person Erfolg in einer schwierigen Angelegenheit wünscht. Bei der zugehörigen Geste wird der Daumen zwischen den übrigen Fingern gehalten und man zeigt diese ermutigende Geste der Person, der man den Erfolg wünscht. Man kann sich auch selber Glück wünschen und dabei die Daumen gedrückt halten, beispielsweise während der Drehung eines Glücksrades.
Diese Geste wird in Österreich, in Deutschland, in den Niederlanden, in Kroatien, in Slowenien, in Polen, in der Schweiz, in Schweden, Estland, Tschechien, in der Slowakei, Südafrika und in Russland  verwendet, während man in anderen Ländern eher die „Finger kreuzt“ (insbesondere im englischsprachigen Raum, englisch: fingers crossed, vgl. aber auch französisch: croiser les doigts pour porter chance à quelqu’un).
Die Redensart wird darauf zurückgeführt, dass man bei einem Wettkampf die Hände unwillkürlich zusammenkrampft, wenn man sich stark wünscht, dass jemand Erfolg haben möge. Außerdem werden abergläubische Vorstellungen als Ursprung angeführt sowie auch die bei den Gladiatorenspielen im antiken Rom übliche Geste, mit der für einen gestürzten Kämpfer um Gnade gebeten wurde.
Aus dem Bereich des Aberglaubens stammen vor allem die Vorstellungen, dass der Daumen insofern ein Glücksfinger sei, als man durch das "Drücken" (also das Einknicken des Daumens in die eigene Faust) einen feindlichen Dämon festhalte, der anderen somit nicht mehr schaden könne (Bindungs-Zauber); das Drehen der Daumen umeinander galt in Deutschland und Norwegen als unschicklich, da man dabei gleichsam mit dem Teufel spiele. Vergleichbares gilt für das Händefalten beim Gebet, das die anwesend gedachte Gottheit binden soll.